# Caça-recompenses

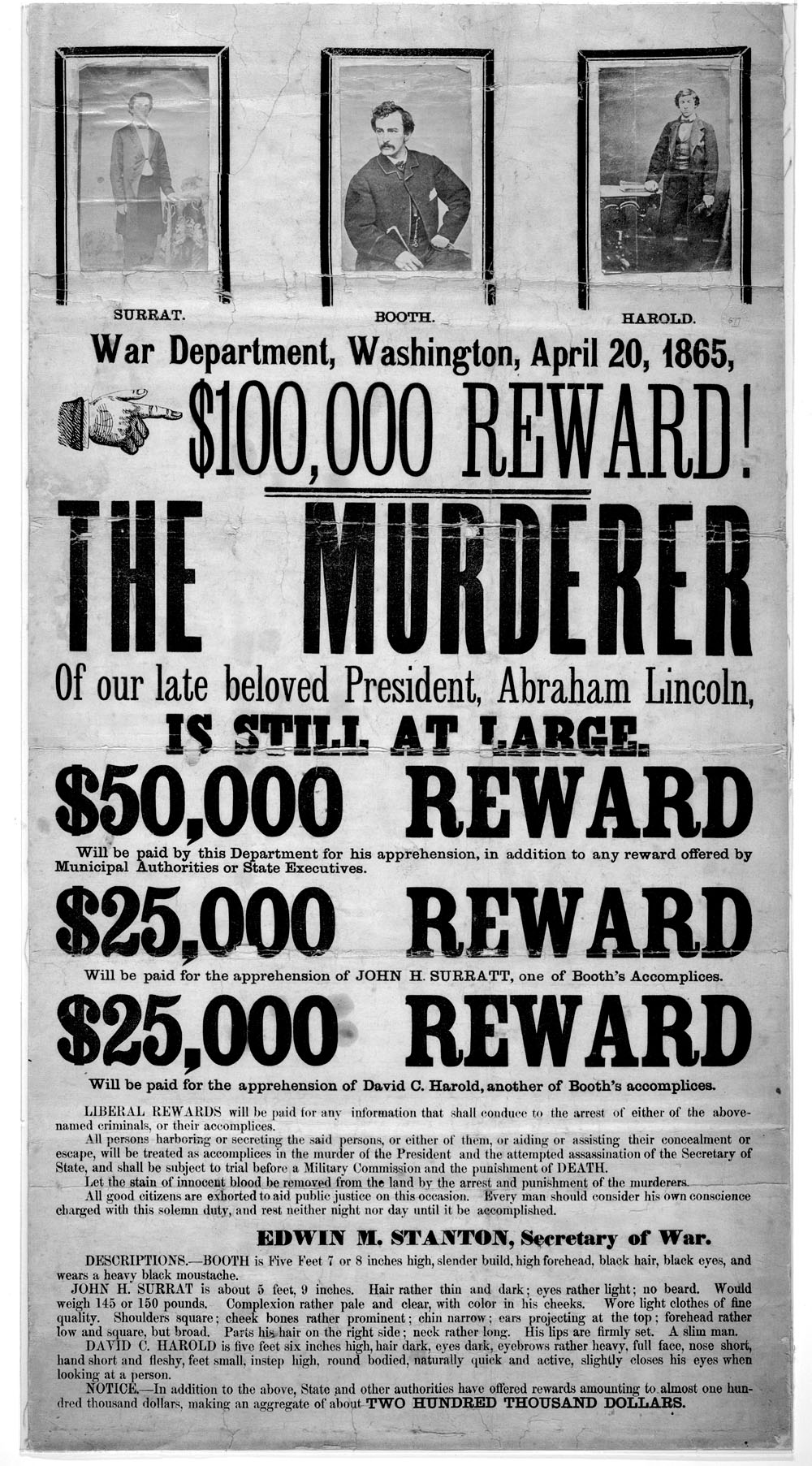
Cartell de crida i cerca de John Wilkes Booth i còmplices per l'assassinat d'Abraham Lincoln, amb la recompensa que s'oferia per la seva captura

El caça-recompenses o caçador de recompenses (de l'anglès Bounty hunter) és un civil que tracta de capturar malfactors per cobrar les recompenses monetàries que tenen pel seu cap els criminals. Als Estats Units, els caçadors de recompenses són relativament comuns.
Les raons per les quals treballa un caçador de recompenses són sovint diverses. Alguns estan a la caça dels criminals només per diners, altres per dur-los davant la justícia a la seva manera i alguns per la fama. Els caça-recompenses també actuen de forma independent d'altres forces de l'ordre públic i són lliures de vagar al seu gust. Tampoc tenen treballs fixos i alguns poden caçar en solitari o en grup. Tot i que de vegades els mateixos caça-recompenses poden ser delinqüents, se'ls permet la seva activitat de caça sempre que no violin la llei en fer-ho. En qualsevol cas, tots els delinqüents capturats es lliuren a la justícia, vius o morts.
El 1873, el Tribunal Suprem dels Estats Units, en el cas "Taylor vs. Taintor" donà autoritat quasi il·limitada per als caçadors de recompenses. A diferència d'un policia, el caçador no requereix una autorització judicial per envair una casa. A més, no necessiten formació, i en general no tenen llicència.
No obstant això, alguns estats dels Estats Units han creat lleis estatals que creen algunes restriccions per al treball de caçadors de recompenses. A Califòrnia, per exemple, calen dues setmanes d'entrenament i a Texas tenen prohibit portar armes de foc.

## Caçadors de recompenses ficticis
- Dr. King Schultz, Django Freeman (Django desencadenat)
- Boba Fett, Jango Fett, Garindan, Bossk, 4LOM, IG-88, Dengar, El Mandalorià o Dyn Jarren (Star Wars)
- L'home sense nom de Clint Eastwood (Trilogia del dòlar)
- Samus Aran, Noxus, Weavel, Spire, Sylux, Trace (Metroid)
- Spike Spiegel (Cowboy Bebop)
- Dynamo (Mega Man X)
- Captain Falcon (F-Zero)
- Joanna Dark (Perfect Dark)
- Jonah Hex (DC Comics)
- Lobo (DC Comics)
- Deadpool (Marvel)
- Tony Dente-de-Bala (Snatch)
- Colt Seavers (The Fall Guy)
- Zoro (One Piece)
- Nicole i Ray (El guardià)
- Sven Voldefield, Train Heartnet, Saya Minatsuki, Eve, Rinslet Walker (Black Cat)
- Vinnie (Joc Sift Heads i Sift Heads World)
- Grayson Hunt (Bulletstorm)
- Red Harlow Red Dead Revolver
- John Marston Red Dead Redemption
- Lupus Wild Grand Chase
- Lockdown(Transformers)
- Julio Cesar Neves Drakester
- Gondar (Dota 2)